# Ausbacher Roter

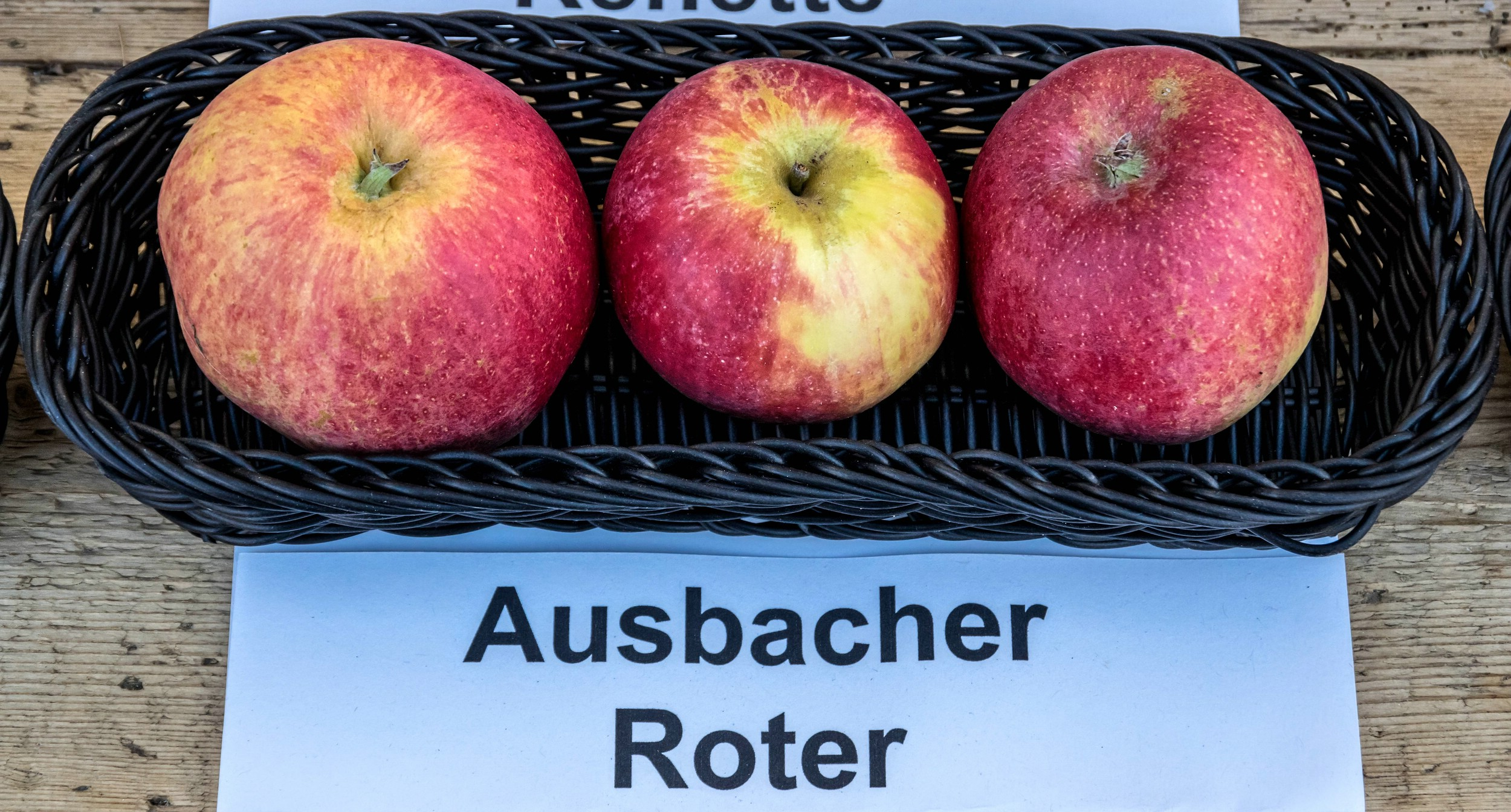
Bilder der Früchte

Der Ausbacher Rote ist eine alte Sorte des Kulturapfels (Malus domestica), die in dem Gebiet um Hohenroda in der Rhön heimisch ist. Weitere gebräuchliche Namen sind Roter Ausbacher und Rotapfel.

## Beschreibung
Die Sorte hat sich auch unter weniger guten Anbauverhältnissen bewährt. Sie ist anspruchslos und gedeiht
auch noch auf flachgründigen Böden. Auch Tallagen mit feuchten Böden und zugige, kühle Höhenlagen sind geeignete Standorte, die Anfälligkeit gegenüber Krankheiten und Schädlingen ist gering.
Die Bäume sind starkwachsend und bilden große aufrechte, später mehr breite Kronen. Nach einem Aufbauschnitt ist nur wenig Erhaltungsschnitt erforderlich.
Der Ertrag setzt mittelspät ein. Die Bäume tragen dann aber reichlich und Miss-Ernten sind sehr selten. Die  Frucht ist sturmfest.

## Verwendung
Er wurde als hochwertige Wirtschafts- und Mostsorte verwendet, wobei die Geschmackseigenschaften aus heutiger Sicht nicht mehr genügen.
Vermutlich ist die Sorte ein schlechter Pollenspender, da triploide Pollen üblicherweise nicht zu Befruchtung geeignet sind.

## Züchtungen und Geschichte
Der Ursprung ist unbekannt, angeblich wurde sie in der Gemarkung Ausbach um 1870 beobachtet, Überlieferungen sprechen von einem deutlich höheren Alter. Der erste Nachweis erfolgte in Deutschlands Obstsorten (1905–1933). Hier wurde der Rotapfel als einzige hessische Lokalsorte unter der Nummer 310 aufgenommen.
- 2002 wählte die Rhöner Apfelinitiative e.V. die Liebhaber-Sorte zum Apfel des Jahres in der Rhön.
- Wahl des Ausbacher Roter zur Hessische Lokalsorte des Jahres 2008 durch die Landesgruppe Hessen des Pomologen-Vereins e.V.